# Regierungsbezirk Osnabrück

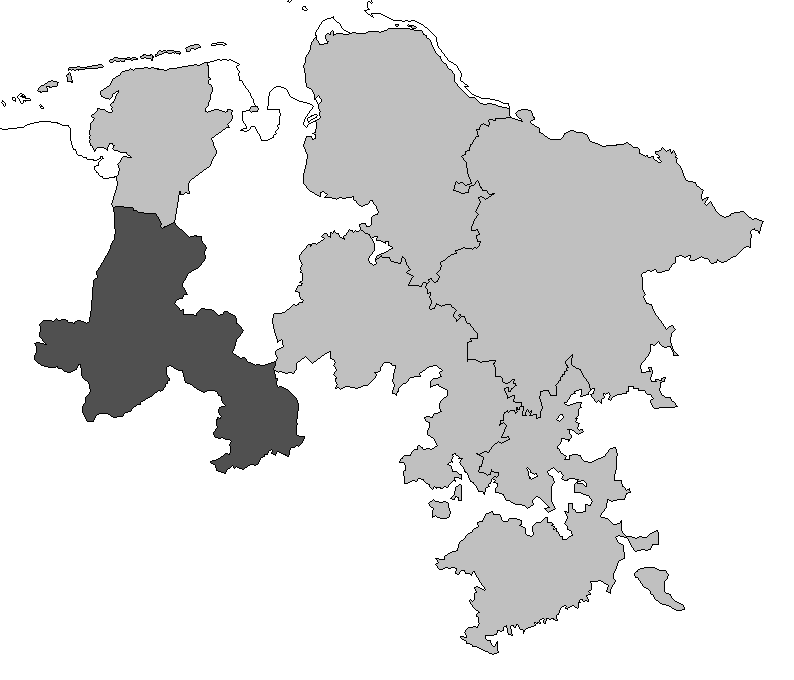
Regierungsbezirk Osnabrücks utsträckning 1905.

Regierungsbezirk Osnabrück var ett regeringsområde i preussiska provinsen Hannover åren 1885–1946 och i Niedersachsen mellan 1946 och 1978.
Det omfattade det forna furstbiskopsdömet Osnabrück, hertigdömet Arenberg-Meppen, grevskapet Bentheim, m. m. 1910 hade det en yta på 6 204 km2 och en befolkning på 376 607 invånare, varav 53 procent katoliker. Regeringsområdet var indelat i 11 kretsar.

## Källa
Den här artikeln är helt eller delvis baserad på material från Nordisk familjebok, Stade, 1904–1926.
- Wikimedia Commons har media som rör Regierungsbezirk Osnabrück.